# Seiler

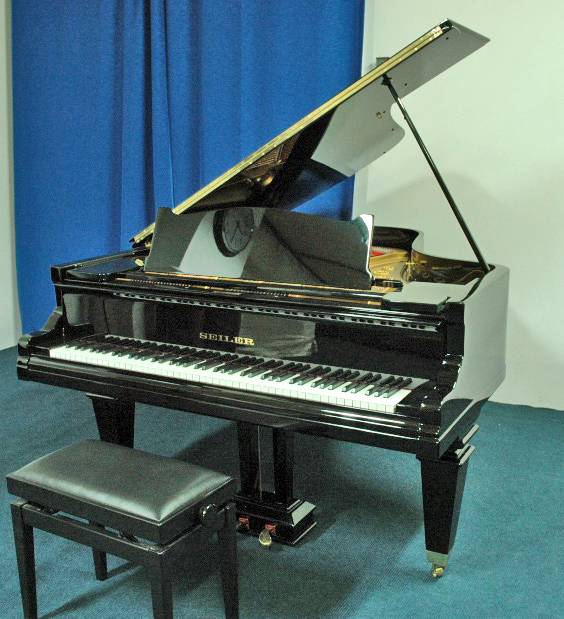
Imagen de un Piano Seiler.

Seiler Ed. Los pianos de marca Seiler Ed. fueron fabricados en la fábrica de pianos del mismo nombre la cual se fundó en 1849 en la ciudad de Liegnitz, Alemania. Su fundador y propietario original fue Eduard Seiler.

## Actualidad de la fábrica
Actualmente la fábrica se encuentra en Schwarzacher Straße 40, D-97318 Kitzingen, Main, en Alemania. El hijo de Eduard, llamado Johaness, tomó el control y dirección de la fábrica cuando su padre murió en el año 1875.
Durante algunas décadas del siglo XX la fábrica fue mudada a Dinamarca donde se fabricaban todos los pianos. En el año 1957 fue vuelta a trasladar a Alemania, a la localidad de Kitzinger.
Actualmente la empresa es propiedad de la familia Seiler y su nombre es Ed. Seiler Pianofortefabrik. Se encuentra dirigida por sus propietarias actuales: Steffen y Ursula Seiler.